# Viré
Viré-en-Mâconnais redirige ici.
Pour les articles homonymes, voir Viré (homonymie).
Viré est une commune française située en Haut-Mâconnais dans le département de Saône-et-Loire, en région Bourgogne-Franche-Comté.
La commune est aussi appelée localement Viré-en-Mâconnais. Elle fait désormais partie du canton d'Hurigny, après avoir appartenu au canton de Lugny de 1790 à 2015.

## Géographie
À fleur du coteau de la colline de Burgy se situent le belvédère et l'église romane de ce village qui surplombent le village.
Viré, village viticole, est une commune qui, telle qu'elle se présente de nos jours, résulte en fait de la fusion en 1968 de deux communes distinctes qui avaient été créées en 1790 : Vérizet (dont Fleurville, aujourd'hui commune, était l'un des hameaux) et Viré. D'où la présence de deux églises – et de deux monuments aux morts – sur son territoire.
En 1845, la Chambre avait adopté un « projet de loi d'intérêt local autorisant [...] un changement de circonscription territoriale » par lequel la limite entre les communes de Montbellet et de Viré, du canton de Lugny, fut modifiée : « En conséquence, les hameaux de Boulaize et de Jean-Large sont distraits de la commune de Montbellet et réunis à celle de Viré. »

### Climat
Pour des articles plus généraux, voir Climat de la Bourgogne-Franche-Comté et Climat de Saône-et-Loire.
En 2010, le climat de la commune est de type climat océanique dégradé des plaines du Centre et du Nord, selon une étude du Centre national de la recherche scientifique s'appuyant sur une série de données couvrant la période 1971-2000. En 2020, Météo-France publie une typologie des climats de la France métropolitaine dans laquelle la commune est exposée à un climat semi-continental et est dans la région climatique Bourgogne, vallée de la Saône, caractérisée par un bon ensoleillement (1 900 h/an), un été chaud (18,5 °C), un air sec au printemps et en été et des vents faibles.
Pour la période 1971-2000, la température annuelle moyenne est de 11,3 °C, avec une amplitude thermique annuelle de 17,9 °C. Le cumul annuel moyen de précipitations est de 874 mm, avec 10,7 jours de précipitations en janvier et 7,3 jours en juillet. Pour la période 1991-2020, la température moyenne annuelle observée sur la station météorologique de Météo-France la plus proche, « Mâcon », sur la commune de Charnay-lès-Mâcon à 16 km à vol d'oiseau, est de 12,3 °C et le cumul annuel moyen de précipitations est de 833,7 mm. 
La température maximale relevée sur cette station est de 39,8 °C, atteinte le 13 août 2003 ; la température minimale est de −21,4 °C, atteinte le 15 février 1956,,.
Les paramètres climatiques de la commune ont été estimés pour le milieu du siècle (2041-2070) selon différents scénarios d'émission de gaz à effet de serre à partir des nouvelles projections climatiques de référence DRIAS-2020. Ils sont consultables sur un site dédié publié par Météo-France en novembre 2022.

## Urbanisme

### Typologie
Au 1er janvier 2024, Viré est catégorisée commune rurale à habitat dispersé, selon la nouvelle grille communale de densité à sept niveaux définie par l'Insee en 2022.
Elle est située hors unité urbaine. Par ailleurs la commune fait partie de l'aire d'attraction de Mâcon, dont elle est une commune de la couronne,. Cette aire, qui regroupe 105 communes, est catégorisée dans les aires de 50 000 à moins de 200 000 habitants,.

### Occupation des sols
L'occupation des sols de la commune, telle qu'elle ressort de la base de données européenne d’occupation biophysique des sols Corine Land Cover (CLC), est marquée par l'importance des territoires agricoles (74 % en 2018), une proportion sensiblement équivalente à celle de 1990 (74,2 %). La répartition détaillée en 2018 est la suivante : 
cultures permanentes (34,1 %), forêts (16,8 %), terres arables (16,7 %), prairies (15,5 %), zones urbanisées (9,2 %), zones agricoles hétérogènes (7,6 %). L'évolution de l’occupation des sols de la commune et de ses infrastructures peut être observée sur les différentes représentations cartographiques du territoire : la carte de Cassini (XVIIIe siècle), la carte d'état-major (1820-1866) et les cartes ou photos aériennes de l'IGN pour la période actuelle (1950 à aujourd'hui).

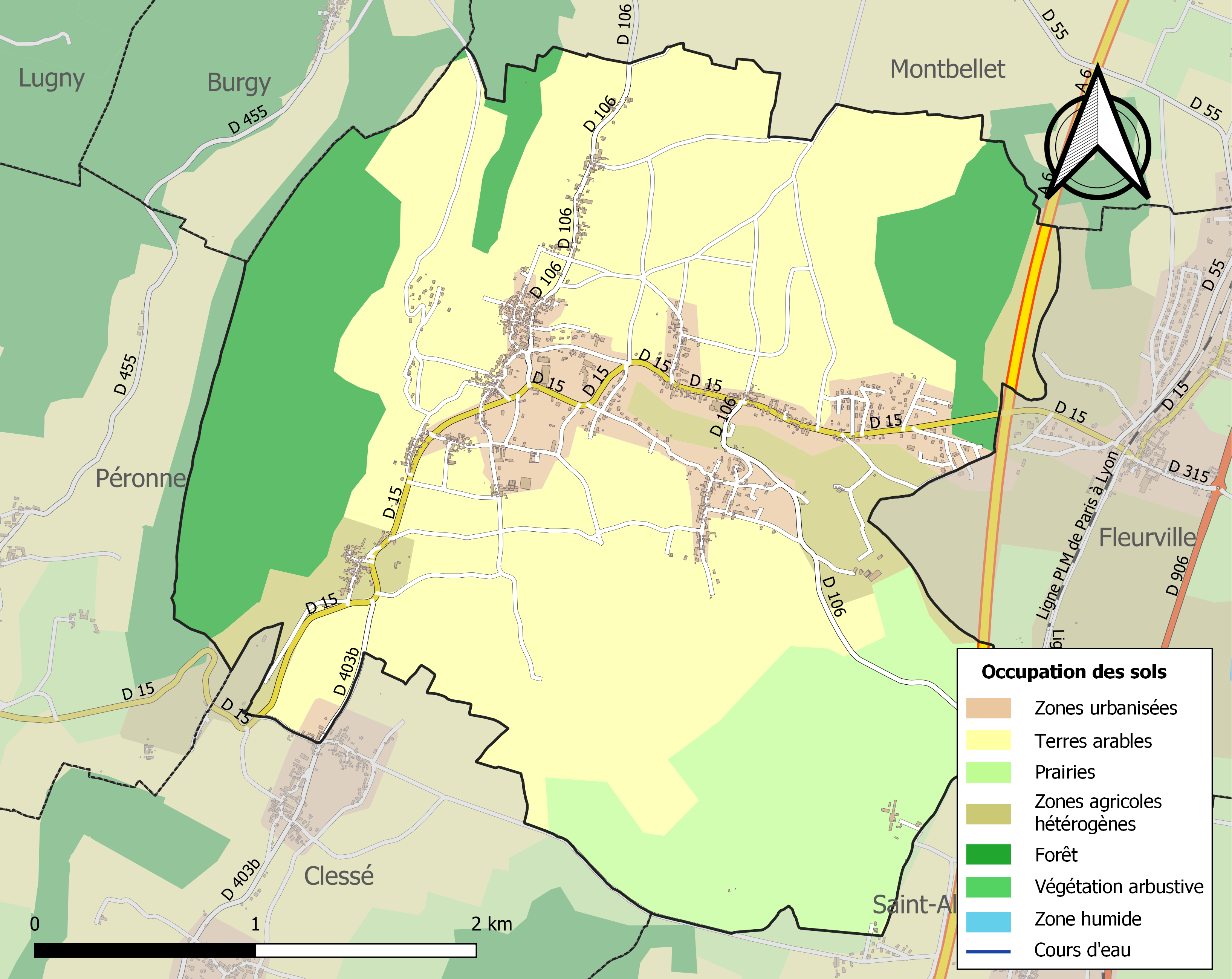
Carte des infrastructures et de l'occupation des sols de la commune en 2018 (CLC).

### Plan local d'urbanisme
L'urbanisme sur le territoire de Viré est régi par un plan local d'urbanisme intercommunal (PLUi), document d’urbanisme dont le territoire d’effet n'est plus la commune mais l’intercommunalité du Mâconnais-Tournugeois, soit vingt-quatre communes membres.
Ce document stratégique traduit les principes d’aménagement du territoire et constitue un outil réglementaire fixant les règles de construction et d’occupation des sols applicables sur le territoire, d'où son contenu : un rapport de présentation retraçant le diagnostic du territoire, un projet d’aménagement et de développement durable (PADD) exposant la stratégie intercommunale, des orientations d’aménagement et de programmation (OAP) définissant les conditions d’aménagements de certains quartiers/ilots (cas particuliers), un règlement fixant les règles d’utilisation et de droit des sols ainsi que des annexes (plan de zonage, liste des servitudes, etc.).
Le PLUi du Mâconnais-Tournugeois, fruit d'un processus lancé par la communauté de communes en 2016, a été définitivement adopté par le conseil communautaire le 21 décembre 2023. Il est entré en vigueur le 12 mars 2024.

## Histoire

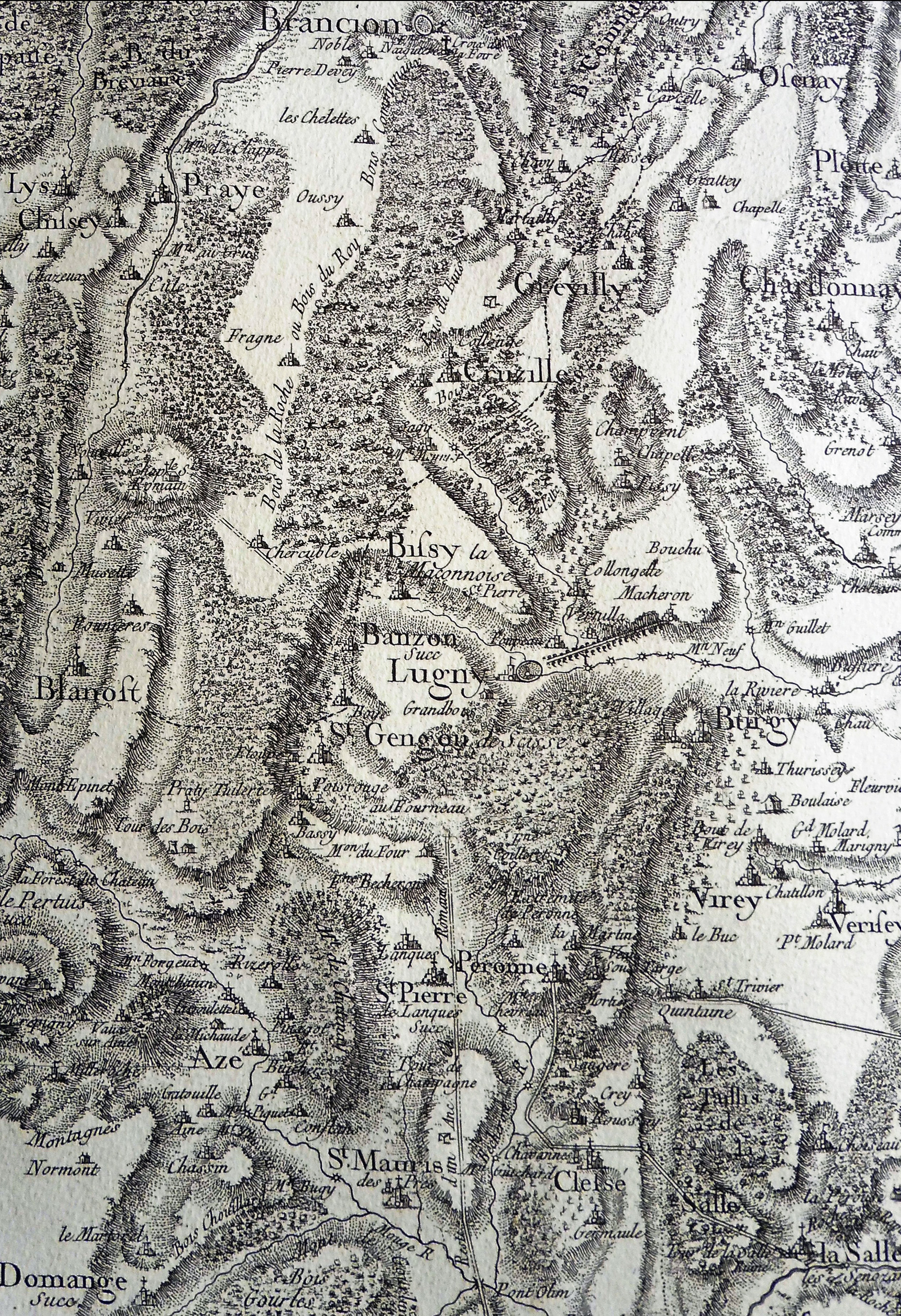
Les paroisses de Viré et de Vérizet, et les villages du Haut-Mâconnais, en 1759, d'après la carte de Cassini.

Fin juillet 1789 : épisode de la Grande Peur en Mâconnais. Parmi d'autres brigands arrêtés, le Viréen Antoine Baguet (52 ans), vigneron, est pendu à Mâcon.
En 1790, à la création des cantons, la commune de Viré est rattachée au canton de Lugny, alors composé de douze communes.
8 janvier 1934 : fondation du Syndicat intercommunal des eaux du Haut-Mâconnais, auquel appartiennent Viré et neuf autres communes (Lugny, Burgy, Clessé, Cruzille, Saint-Maurice-de-Satonnay, Vérizet, Bissy-la-Mâconnaise, Péronne et Montbellet), rejointes le 16 août 1934 par Plottes, Chardonnay et Uchizy (puis par Farges et Grevilly en 1938 et par Saint-Gengoux-de-Scissé, Azé et Igé après-guerre).
Viré a absorbé, au 10 novembre 1968, Vérizet, ancienne commune de Saône-et-Loire. Une autre commune devait aussi fusionner avec Viré et Vérizet, il s'agit de Saint-Albain mais les habitants de la commune ont montré leur refus à l'issue d'un référendum relatif à une possible fusion.
Quelques années plus tôt, le 18 octobre 1959, Viré s'était jumelée avec la commune de Montmartre, en présence de messieurs Marcel Laurencin et Pierre Labric, respectivement maires de Viré et de la commune libre du Vieux-Montmartre, comme le rappelle une plaque commémorative fixée en façade de la mairie.
1972 : création du Syndicat intercommunal à vocation multiple (SIVOM) du canton de Lugny (siège en mairie de Lugny), auquel adhèrent Viré et treize autres communes du Haut-Mâconnais, avec pour objet : la couverture des dépenses d'investissement et de fonctionnement du collège de Lugny, la réalisation d'une maison de retraite, la création et le fonctionnement de tous services sociaux (tels que dispensaire, aide à domicile par exemple), la réalisation de travaux d'assainissement, le ramassage d'ordures ménagères et l'entretien de la voirie communale.
1993 : fondation de la communauté de communes du Mâconnais-Val de Saône (avec Fleurville et Montbellet), ayant Viré pour siège. À cette première communauté de communes a succédé, le 1er janvier 2003, la communauté de communes du Mâconnais - Val de Saône (siège à Lugny), résultant de la fusion de trois intercommunalités (celles du Haut-Mâconnais, de la Haute-Mouge et du Mâconnais-Val de Saône) et totalisant une population de 7 336 habitants.
2008 : fermeture définitive du bureau de poste.

## Politique et administration

### Liste des maires
| Période                                  | Période   | Identité          | Étiquette | Qualité |
| ---------------------------------------- | --------- | ----------------- | --------- | --- |
|                                          |           | Marcel Laurencin  |           | Traita avec Charles Surgand, maire de Vérizet depuis 1955, en vue de fusionner les communes de Viré et de Vérizet (1969) |
| 1983                                     | mars 1989 | René Boudier      |           | Conseiller général du canton de Lugny de 1967 à 1994 (cinq mandats). Décédé le 30 janvier 1994.                          |
| mars 1989                                | mars 2014 | Jean-Paul Surgand | SE        | Chef d'entreprise. Fils de Charles Surgand, ancien maire. Réélu en juin 1995.                                            |
| mars 2014                                | en cours  | Patrick Desroches | DVD       | Cadre Conseiller départemental depuis 2021                                                                               |
| Les données manquantes sont à compléter. |           |                   |           | |

### Intercommunalité et canton

#### Intercommunalité
Viré, après avoir appartenu à la communauté de communes du Mâconnais-Val-de-Saône (siège à Lugny), relève depuis le 1er janvier 2017 de la communauté de communes du Mâconnais-Tournugeois (siège à Tournus), à la suite de la mise en place du nouveau schéma départemental de coopération intercommunale (cette nouvelle communauté résulte de la fusion de deux communautés de communes : la communauté de communes du Tournugeois qui regroupait douze communes du Tournugeois et la communauté de communes du Mâconnais-Val-de-Saône qui regroupait douze communes du Haut-Mâconnais).
Cette communauté de communes est gérée par un conseil communautaire composé de quarante et un membres représentant chacune des communes adhérentes (et élus pour une durée de six ans), conseil au sein duquel Viré, à l'instar de Clessé, Lugny, Montbellet et Uchizy, est représenté par deux délégués (les autres communes de l'intercommunalité disposant d'un seul représentant, exception faite de la ville de Tournus qui en totalise treize).
Depuis 2020 (et jusqu'en 2026), les délégués représentant Viré au sein de ce conseil communautaire sont :
- Patrick Desroches (maire, 6e vice-président chargé du développement économique) ;
- Emmanuelle Prudent (conseillère municipale).

#### Canton
Viré, commune qui relevait du canton de Lugny depuis 1790, appartient depuis 2015 au canton d'Hurigny, à la suite du nouveau découpage territorial de Saône-et-Loire entré en vigueur à l'occasion des élections départementales de 2015 (découpage défini par le décret du 18 février 2014, en application des lois du 17 mai 2013).
Le canton d'Hurigny, tel qu'il se présente depuis cette réforme, est constitué de communes qui appartenaient auparavant à trois anciens cantons : le canton de Lugny (14 communes), le canton de Mâcon-Nord (12 communes) et le canton de Mâcon-Sud (2 communes).

### Jumelage
- République de Montmartre

### Sécurité

#### Gendarmerie

L'unité de gendarmerie à laquelle la commune de Viré est rattachée est la brigade de Lugny.

#### Sapeurs-pompiers
La commune de Viré relève du secteur d'intervention des sapeurs-pompiers du centre d'incendie et de secours de Mâcon et, pour partie depuis juin 2023, de celui de Lugny.

## Population et société

### Démographie
L'évolution du nombre d'habitants est connue à travers les recensements de la population effectués dans la commune depuis 1793. Pour les communes de moins de 10 000 habitants, une enquête de recensement portant sur toute la population est réalisée tous les cinq ans, les populations de référence des années intermédiaires étant quant à elles estimées par interpolation ou extrapolation. Pour la commune, le premier recensement exhaustif entrant dans le cadre du nouveau dispositif a été réalisé en 2007.

En 2022, la commune comptait 1 218 habitants, en évolution de +4,91 % par rapport à 2016 (Saône-et-Loire : −1,06 %, France hors Mayotte : +2,11 %).
| 1793 | 1800 | 1806 | 1821 | 1831  | 1836  | 1841  | 1846  | 1851  |
| ---- | ---- | ---- | ---- | ----- | ----- | ----- | ----- | ----- |
| 827  | 960  | 922  | 866  | 1 676 | 1 686 | 1 687 | 1 663 | 1 666 |

| 1856  | 1861  | 1866  | 1872  | 1876 | 1881 | 1886 | 1891 | 1896 |
| ----- | ----- | ----- | ----- | ---- | ---- | ---- | ---- | ---- |
| 1 617 | 1 685 | 1 726 | 1 616 | 866  | 868  | 784  | 717  | 726  |

| 1901 | 1906 | 1911 | 1921 | 1926 | 1931 | 1936 | 1946 | 1954 |
| ---- | ---- | ---- | ---- | ---- | ---- | ---- | ---- | ---- |
| 725  | 768  | 724  | 671  | 616  | 575  | 571  | 622  | 590  |

| 1962 | 1968 | 1975 | 1982 | 1990 | 1999 | 2006  | 2007  | 2012  |
| ---- | ---- | ---- | ---- | ---- | ---- | ----- | ----- | ----- |
| 560  | 561  | 827  | 863  | 943  | 954  | 1 056 | 1 070 | 1 119 |

| 2017  | 2022  | - | - | - | - | - | - | - |
| ----- | ----- | - | - | - | - | - | - | - |
| 1 181 | 1 218 | - | - | - | - | - | - | - |

### Enseignement

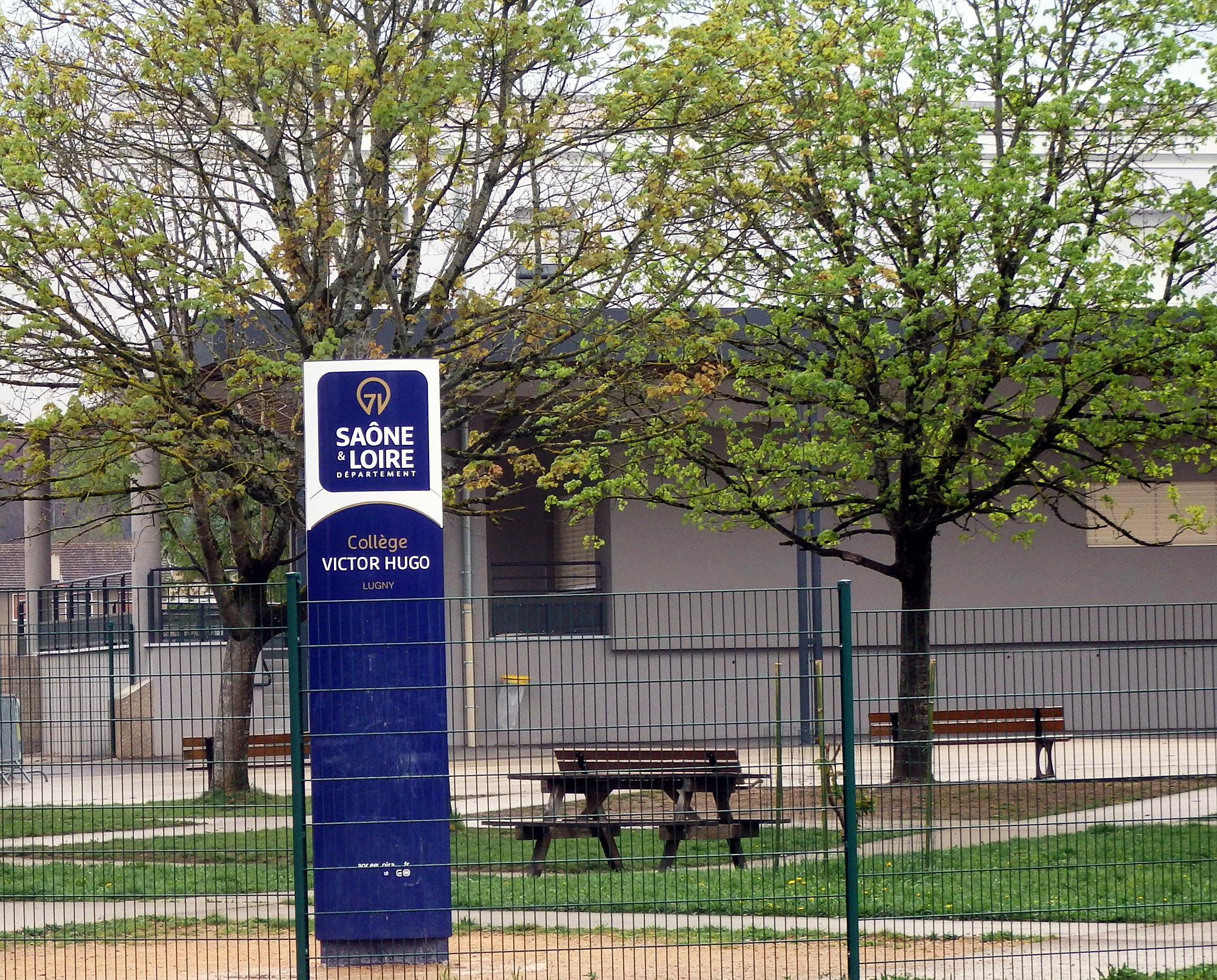
Le collège public Victor-Hugo de Lugny, entré en service en 1977 et dont la carte scolaire s'étend à 19 communes.

Pour l'enseignement secondaire, Viré, avec dix-huit autres communes, relève de la carte scolaire du collège « Victor Hugo » de Lugny.

### Cultes
Viré appartient à l'une des sept paroisses composant le doyenné de Mâcon (doyenné relevant du diocèse d'Autun) : la paroisse Notre-Dame-des-Coteaux en Mâconnais, paroisse qui a son siège à Lugny et qui regroupe la plupart des villages du Haut-Mâconnais.
C'est un peu avant la dernière guerre, début 1939, que la paroisse de Viré, en même temps que Montbellet, Vérizet-Fleurville, Farges-lès-Mâcon et Uchizy, fut définitivement rattachée à celle de Lugny pour le culte (à la suite de la création de la communauté pastorale de Lugny, fondée à l'initiative de Joseph Robert).

### Sports
Viré dispose d'un club de football : le « Viré-Lugny Haut-Mâconnais » (VLHM), club résultant de la fusion au printemps 1998 du football-club du Haut-Mâconnais (regroupant Lugny et Clessé) et du F.C. Viré.

## Culture locale et patrimoine

Les vignobles du Mâconnais.

### Vignoble
Le viré-clessé est un vin blanc d'appellation d'origine contrôlée produit sur les communes de Clessé, Montbellet et Viré appartenant au canton de Lugny et de Laizé (canton de Mâcon-Nord), en Saône-et-Loire. La superficie de production est d'environ 390 hectares avec, comme cépage utilisé, le chardonnay B.
Il s'agit de la dernière-née des appellations communales du vignoble du Mâconnais (créée en 1999).
Viré dispose d'une cave coopérative, qui a été fondée en 1928 et a fusionné en 1995 avec celle de Sennecé-lès-Mâcon, et de plusieurs vignerons indépendants dont les domaines sont répartis sur le territoire de la commune : Domaine André Bonhomme, Domaine des Chazelles, Domaine Sainte-Barbe, Domaine Gondard-Perrin, Le Chai Duchet, Domaine Montbarbon, Domaine de la Verpaille.

### Lieux et monuments

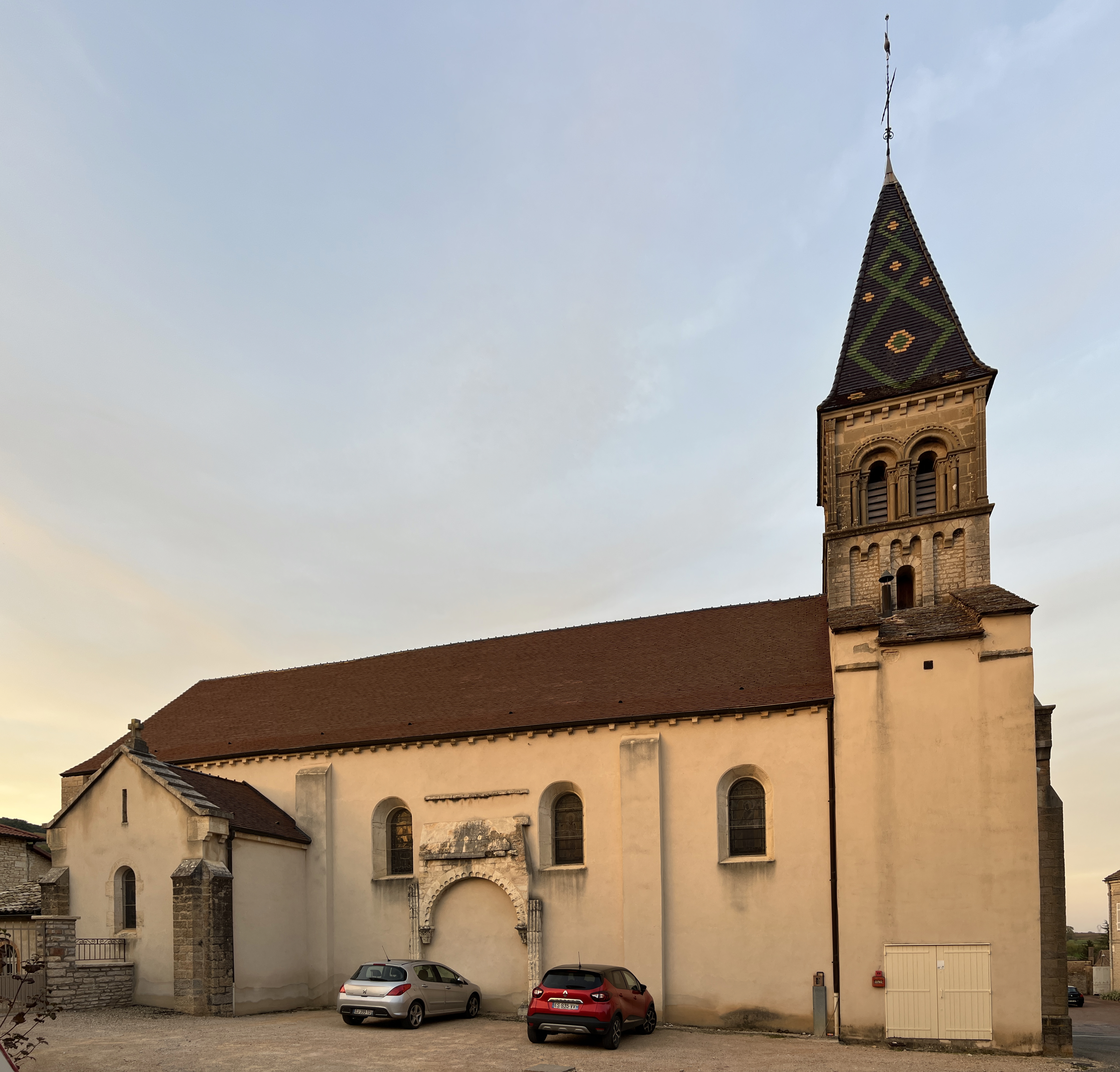
L'église, sous le vocable de Saint-Cyr-et-Sainte-Julitte.

- L'église Saint-Cyr-et-Sainte-Julitte[Note 5], en partie romane (construite au XIIe siècle), « retournée » et agrandie au milieu du XIXe siècle (la façade moderne est plaquée contre la souche du clocher-porche) mais dont il reste toutefois la nef (à trois travées), le clocher et son portail latéral sud muré[28]. Cet édifice consacré du diocèse d'Autun, jadis à la collation du chapitre cathédral de Mâcon (qui était seigneur de Viré en grande partie), relève de la paroisse Notre-Dame-des-Coteaux-en-Mâconnais (Lugny).
- Le château de Châtillon.
- La Cave de Viré, coopérative vinicole, haut lieu de vinification de l'AOC Viré-Clessé.

### Personnalités liées à la commune
- René Boudier, qui fut maire de Viré et exerça les fonctions de conseiller général du canton de Lugny de 1967 à 1994.
- Roger Semet (1910-1975), journaliste et écrivain français qui fut directeur d'école à Viré.

## Pour approfondir